# میمسا شمالی
میمسا شمالی (نام علمی: Mimosa borealis) نام یک گونه از سرده میموسا است.